# Centro Católico Português
Il Centro Católico Português (in italiano: Centro Cattolico Portoghese) è stato un partito politico di ispirazione cattolica attivo in Portogallo durante gli anni della prima repubblica, della dittatura nazionale e nei primi anni dell'Estado Novo.

## Storia
Il partito fu costituito informalmente il 22 gennaio 1915 a Braga grazie all'azione politica di laici cattolici e alcuni membri dell'episcopato della diocesi della città. In vista delle elezioni legislative di quell'anno il partito presentò delle sue liste e riuscì a far eleggere 1 deputato e senatore. Successivamente il partito partecipò a tutte le elezioni che si tennero dal 1915 fino al 1925.
Con l'Apelo de Santarém pubblicato il 22 gennaio 1917 l'episcopato cattolico chiese nuovamente — il primo appello risaliva al 1913 — un maggiore impegno e una maggiore partecipazione politica ai laici. Questo appello portò alla fondazione ufficiale con l'approvazione degli statuti del Centro Católico Português l'8 agosto 1917. Nei primi anni il partito non ebbe un direzione chiara e i membri principali erano monarchici, il che si sposava male con l'assetto repubblicano che aveva assunto il Portogallo. Il 1919 si tenne il primo congresso del partito e António Lino Neto emerse come presidente del partito e si impegnò per un approccio pragmatico alle istituzioni repubblicane e ad un'opposizione neutrale e collaborativa con i partiti al governo.
Alle elezioni del 1921 uno dei candidati del partito fu António de Oliveira Salazar che risultò eletto alla Camera dei Deputati per il collegio di Guimarães. Salazar considerò inutili le decisioni del Parlamento rispetto a quelle del governo e, dopo la sessione inaugurale del 25 luglio 1921, non si presentò più.
Dopo il colpo di Stato del 28 maggio 1926 il partito continuò le sue funzioni, seppur nelle elezioni successive non espresse nessun candidato e non ottenne di conseguenza nessuna rappresentanza nell'Assemblea Nazionale, il nuovo parlamento unicamerale. Quando Salazar fondò l'Unione Nazionale, nell'agosto 1930 molti dei membri del Centro Católico furono invitati ad aderire al nuovo partito. António Lino Neto consigliò però ai suoi iscritti di agire con cautela.
Con la promulgazione della Costituzione del 1933, Salazar, ormai primo ministro del Portogallo, chiese ai membri delle restanti organizzazioni politiche ancora in attività, tra cui figurava anche il Centro Católico, di unirsi all'Unione Nazionale e di trasformarsi in organizzazioni sociali. António Lino Neto fu dapprima contrario a questa risoluzione, ma in seguito ad una richiesta di papa Pio IX di cui il cardinale Cerejeira fu informato nel febbraio 1934, richiesta in cui il pontefice chiedeva alle organizzazioni cattoliche portoghesi di limitare l'azione soltanto alla sfera spirituale e sociale, Lino Neto si dimise dalla direzione del partito e questo cessò le sue funzioni.
Il partito fu sciolto ufficialmente dall'episcopato nel gennaio 1940 in seguito al concordato dello stesso anno tra il Portogallo e la Santa Sede. Fu l'ultimo partito, eccetto l'Unione Nazionale che faceva capo al governo, ancora esistente 14 anni dopo il colpo di Stato del 1926.

## Risultati elettorali
| Data | Deputati            | +/-                 | Senatori            | +/-              |
| ---- | ------------------- | ------------------- | ------------------- | ---------------- |
| 1915 | 1 / 163             | Stabile             | 1 / 69              | Stabile          |
| 1918 | 5 / 155             | 4                   | 1 / 73              | Stabile          |
| 1919 | 1 / 163             | 4                   | 1 / 74              | Stabile          |
| 1921 | 3 / 163             | 2                   | 3 / 71              | 2                |
| 1922 | 3 / 163             | Stabile             | 3 / 71              | Stabile          |
| 1925 | 4 / 163             | 1                   | 4 / 73              | 1                |
|      | Assemblea Nazionale | Assemblea Nazionale | Assemblea Nazionale | +/-              |
| 1934 | Nessun candidato    | Nessun candidato    | Nessun candidato    | Nessun candidato |
| 1938 | Nessun candidato    | Nessun candidato    | Nessun candidato    | Nessun candidato |